# Guido Vianini
Guido Vianini (13. dubna 1870 Miláno – 16. ledna 1951 Řím) byl italský inženýr a vynálezce zabývající se výrobou betonových trub. Jméno Vianini se procesem apelativizace stalo často synonymem pro hrdlové betonové trouby.

## Život
Guido Vianini bydlel v Římě na ulici Vittorio Emmanuele 219, později na Via Nizza 33. Dne 9. ledna 1916 obdržel Rytířský řád za zemědělské, průmyslové a obchodní zásluhy č. 676.

## Kariera
Dne 7. června 1912 přihlásil na francouzském patentovém úřadu výrobu betonových trub odstředivým způsobem. Patent číslo 446.196 (FR 446196A) měl název „ Výrobní proces trubek nebo válcových dutých těles, s nebo bez kovové armatury, v maltě, cementu, betonu, asfaltu, jílu, magnezitu nebo jiných produktech". S myšlenkou na využití odstředivé síly pro výrobu betonových trub pracovali dříve i později jiné fyzické nebo právnické osoby. Byli to např. Ernest James Hume s Waltrem Reginaldem Hume z Adelaide (patent číslo US1181452A),  Donald Moir a Hughem Buchananem z Argentiny (číslo patentu 12.928, GB191512928A) nebo firma Otto & Schlosser v továrně Schleuder-Röhrenwerke v Míšni (patent číslo 41871, CH41871A).

## Technologie
Zařízení na odstředivou výrobu trub roztočí dělenou formu rychlostí, která vyvolá odstředivé síly. Přiváděná betonová směs je odstředivými silami tlačena proti stěně formy. Rychlost otáčení formy je regulovaná a jejím zvýšením se zvýší přítlačný tlak pro zhutnění. Množstvím přiváděného betonu se určí tloušťka stěny betonové trouby. Na jednom zařízení lze vyrábět různé jmenovité průměry. Vyrobená trouba je do nabytí pevnosti betonu ponechána ve formě. Čas potřebný pro nabytí pevnosti trouby se zkracuje zvýšením teploty; například přiváděním páry. Urychlení zrání betonu je potřebné ke zvýšení využití forem, kterých musí být k dispozici velké množství. Malá využitelnost forem zvyšuje celkové náklady na výrobu. Dnes se proces odstředivého lití používá především k výrobě trub z předpjatého betonu, tlakových trubek na pitnou vodu a protlačovacích trubek.
Trouby mají po vyjmutí z forem velmi hladký povrch. Odstředivý proces zajišťuje hutnost a homogenitu betonu, a tím i těsnost trub a trouby vykazují dobrou rozměrovou stálost.

## Komerční aktivity
Guido Vianini prodal v roce 1923 licenci na výrobu trub firmě Züblin, která již od roku 1913 vyráběla betonové trouby podle švýcarského inženýra Hanse Siegwarta v závodě v Kehlu. Kvůli výstavbě vodovodního přivaděče v Mnichově byla postavena provizorní výrobna v Unterföhlingu u Mnichova. Velká poptávka po železobetonových tlakových troubách systém Vianini byla příčinou výstavby druhé linky v Kehlu v roce 1938. Firma Züblin založila společně s firmou Preussag v roce 1940 společnost Preussag-Züblin Schleuderbetonrohr GmbH v Schönebecku. V roce 1953 byly v nové  továrně na trouby v Düsseldorfu  poprvé vyrobeny železobetonové trouby o průměru až 2,5 metru procesem odstředivého lití.
Další firmou v Německu, která využívala patent Guida Vianiniho byla Duisburger Zementwarenfabrik Carstanjen & Cie, Duisburg.

## Další inovace
Guido Vianini věděl o nedostatcích odstředivé výroby betonových trub. Vlivem větší měrné hmotnosti ocelové výztuže oproti betonové směsi se při rotaci  ocelová armatura deformovala. Řešením bylo postupné nanášení betonové směsi stříkáním na stěnu rotující formy. Řešení bylo chráněno patentem číslo 474.002 (FR474002A) „Způsob a zařízení pro výrobu železobetonových nebo nevyztužených betonových trubek v několika soustředných vrstvách nebo v souvislé vrstvě stočené do spirály" a patentem číslo AT91769B (A5631-14) „Proces výroby trubkových těles z cementových a maltových hmot pomocí rotační formy".
Patent „Nový typ kovové nebo jiné výztuže do cementové malty nebo jiných trubek a zařízení pro provádění této výztuže " (FR727817A) a italský patent číslo 314685 řešil vnesení napětí do výztuže neboli použití předpjatého betonu při výrobě trub.

## Vianini v Československu
Na přelomu dvacátých a třicátých let 20. století se o troubách Vianini píše i v Československu zvláště v souvislostí s vodovodními řady nebo kanalizačními stokami. Firma Lanna, akciová společnost v Praze získala patent na výrobu trub systém Vianini. Začala je vyrábět v závodě v Lysé nad Labem a již v roce 1932 tyto trouby nabízela na stránkách tisku. Reklamou a používáním trub Vianini se pojem Vianini stal známým i u neodborné veřejnosti a je často používán k označení všech železobetonových trub (ČT, Události v regionech Ostrava, čas 4:05).